# Астра
А́стра (лат. Aster) — род травянистых растений семейства Астровые, или Сложноцветные (Asteraceae), включающий более двухсот видов, широко распространенных в культуре как декоративные растения с красивыми соцветиями-корзинками разнообразной окраски.
Научное латинское название рода произошло от древнегреческого слова ἀστήρ — «звезда».
Следует иметь в виду, что растение, известное в цветоводстве под названием «садовая астра», относится сейчас не к роду Астра, а к родственному ему роду Каллистефус (Callistephus); правильное название этого растения — Каллистефус китайский (Callistephus chinensis (L.) Nees).

## Ареал
Практически все виды, включаемые в род Aster в его современном понимании, распространены в Евразии. Большинство американских видов, ранее включаемых в этот род, сейчас относятся к другим родам — Eucephalus, Symphyotrichum, Eurybia, Oreostemma, Ionactis и др.

## Описание
Астры — однолетние и многолетние корневищные травы с простыми листьями.
Соцветия — корзинки, собранные в сложные комплексы в виде щитка или метёлки; краевые цветки — язычковые, их окраска очень разнообразна; центральные — мелкие, трубчатые, как правило, жёлтого цвета.

## Виды

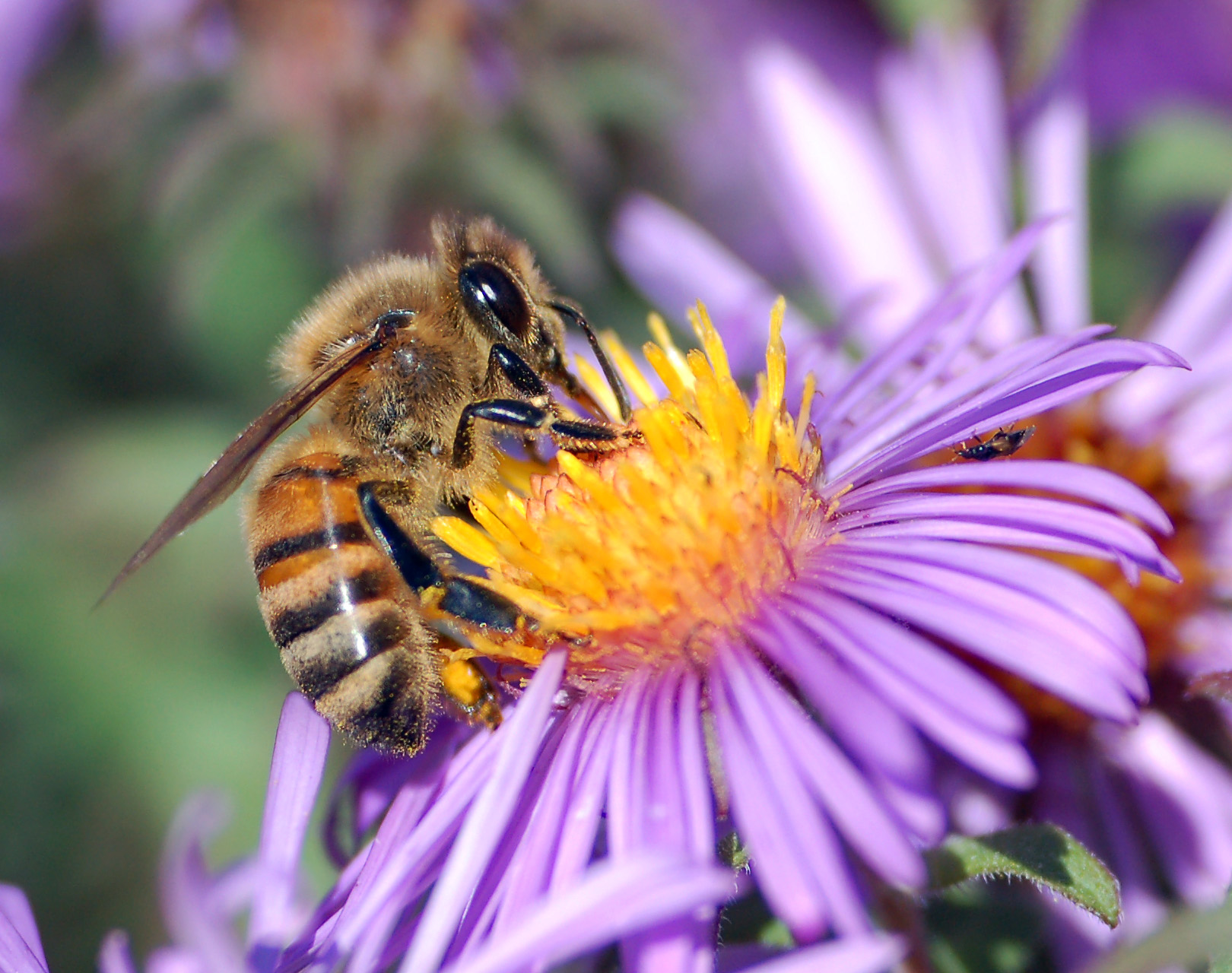
Медоносная пчела собирает нектар на цветке астры

По информации базы данных The Plant List (2013), род включает 234 вида. Некоторые виды, встречающиеся в средней полосе России:
- Aster alpinus — Астра альпийская
- Aster amellus — Астра итальянская, или Астра ромашковая, или Астра дикая, или Астра европейская, или Астра степная

Некоторые другие виды:
- Aster sibiricus — Астра сибирская
- Aster tataricus — Астра татарская

## В культуре
Венгерская революция 1918 года стала известна как «революция астр» по причине того, что протестующие в Будапеште носили на одеждах этот цветок.

## В астрономии
В честь астры назван астероид (1218) Астер, открытый 29 января 1932 года немецким астрономом Карлом Райнмутом в Гейдельбергской обсерватории.